# Jean-Baptiste Meusnier de la Place

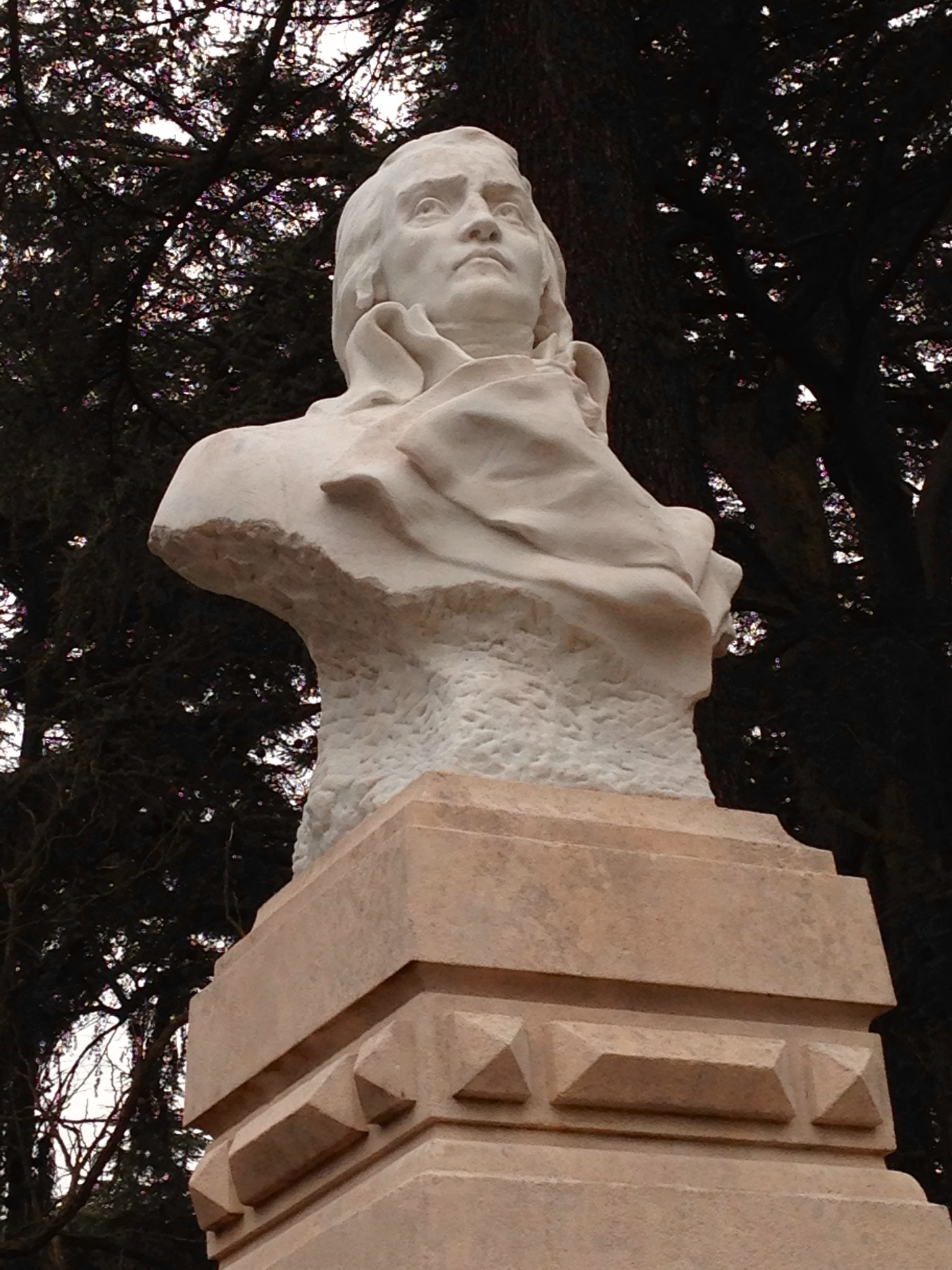
Jean-Baptiste Meusnier de la Place

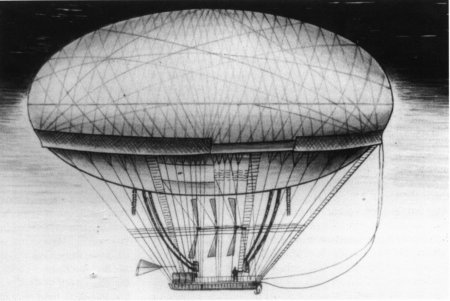
Projekt eines Fesselballons
geplant von Meusnier de La Place (1784).

Jean Baptiste Marie Charles Meusnier de la Place, häufig einfach Meusnier zitiert, (* 19. Juni 1754 in Tours; † 13. Juni 1793 in Kastel) war ein französischer Mathematiker, Ingenieur und General.

## Leben und Berufung
Meusnier stammte aus einer alten Familie von Beamten und Juristen in Tours. Er wurde privat unterrichtet und besuchte 1774/5 die Militärakademie (École royale du génie de Mézières) in Mézières, wo er sich zum Ingenieur ausbilden ließ. Einer seiner Lehrer dort war Gaspard Monge, der ihn zur Beschäftigung mit Differentialgeometrie anregte. Meusnier forderte Monge gleich am ersten Tag seiner Ankunft heraus, seine mathematischen Fähigkeiten zu testen. Monge stellte ihm die Aufgabe, einen differentialgeometrischen Satz von Euler zu beweisen und zu Monges Erstaunen übergab ihm Meusnier am nächsten Tag einen Beweis, der den von Euler übertraf. 1776 veröffentlichte Meusnier seine erste mathematische Abhandlung (Memoire sur la courbure des surfaces, Memoirs Mathem.Phys.Acad.Science, Paris, Bd. 10, 1785, S. 477–510, verlesen 1776) mit neuen Resultaten zur Differentialgeometrie von Kurven und Flächen. Unter anderem zeigte er darin, dass die Helikoide (Wendelfläche) eine Minimalfläche ist. Nach Meusnier ist auch der Satz von Meusnier über die Krümmung von Kurven durch einen Punkt auf einer Fläche benannt, den er in derselben Arbeit von 1776 bewies. Meusnier arbeitete darüber hinaus in den 1780er Jahren mit Antoine Lavoisier an der Elektrolyse und stellte dabei bereits Wasserstoff her, ohne dass er das Element benennen konnte. Meusnier beschäftigte sich auch mit der Theorie der Maschinen.

## Militärkonstrukteur
1776 ging er zur Armee und durchlief eine steile Karriere. 1792 war er Kommandant des 14e régiment d’infanterie. Er war Militäringenieur in Verdun und Cherbourg. Am 5. Mai 1793 wurde Meusnier de la Place zum Général de division  befördert.
Bekannt wurde Meusnier de la Place, als er 1784 einen Entwurf eines Prallluftschiffes vorschlug. Mangels bis dato noch nicht vorhandener Antriebseinheiten schlug er zur Konstruktion eine durch Muskelkraft betriebene Luftschraube vor, welche die Luftschiffinsassen betätigen sollten. Darüber hinaus erfand Meusnier die sogenannten Ballonetts, welche den unvermeidlichen Gasverlust ausgleichen – eine noch heute angewandte Technik. Aus dem darauffolgenden Jahr stammt ein Luftschiffentwurf, der bereits alle wesentlichen Komponenten eines Luftschiffes erkennen lässt, mit einer länglichen, windschnittigeren Form, eigenem Antrieb, Lenkbarkeit. Vor allem diese Ideen führten dazu, dass er am 3. Januar 1784 in die französische Akademie der Wissenschaften aufgenommen wurde.
Meusnier de la Place starb bei Kämpfen um die Mainspitze während der Belagerung von Mainz durch Koalitionstruppen an den dabei erlittenen Verwundungen.

## Ehrungen
]

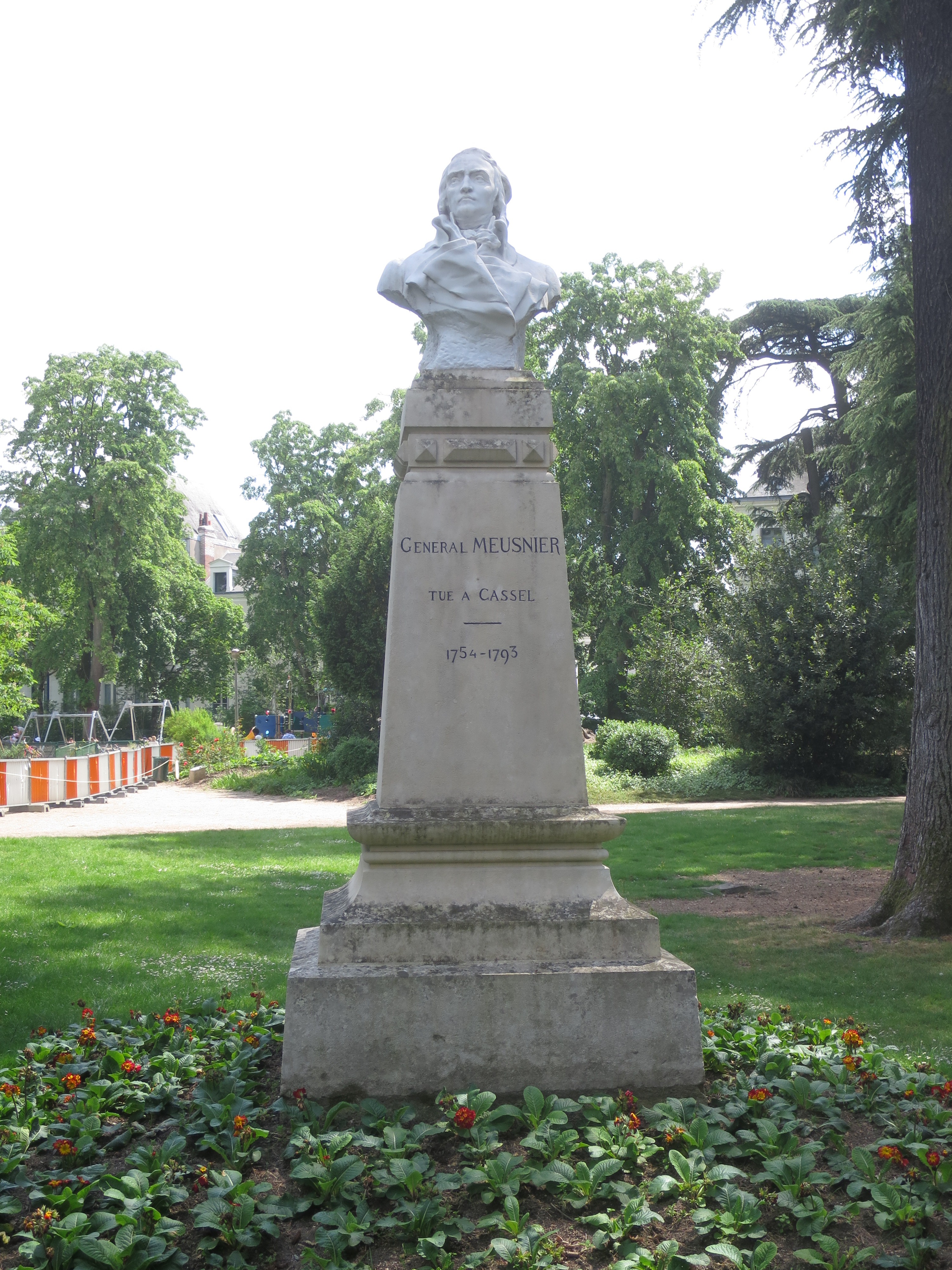
Inschrift: Tué à Cassel [!

- Sein Name ist am Triumphbogen in Paris in der 6. Spalte (MEUNIER) eingetragen.
- Der Meusnier Point, eine Landspitze in der Antarktis, trägt seinen Namen.
- In der Parkanlage Jardin des Prébendes d’Oé in Tour steht ein ihm gewidmetes Denkmal mit Portrait-Büste. Die Denkmal-Aufschrift nennt allerdings einen unzutreffenden Todesort: Tué à Cassel (statt „Castel“).